# Dioctophyme renale
Dioctophyme renale is een parasitaire rondwormensoort uit de familie van de Dioctophymidae en komt voor in de nieren van zoogdieren. Een aantal zoetwatervissen en amfibieën kan ook fungeren als gastheren. De soort komt over de hele wereld voor, maar minder vaak in Afrika en Oceanië. Visetende zoogdieren, met name nertsen en honden, kunnen er mee besmet raken, maar ook wolven, coyotes, vossen, otters, marters en wasberen kunnen een besmetting oplopen. Als tussengastheer treden aquatische oligochaete wormen (bijvoorbeeld de broze slibworm) op. Besmetting van de mens komt weinig voor, maar bij besmetting gaat meestal één nier verloren. Na diagnose door middel van weefselmonsters moet de aangetaste nier worden verwijderd. In een overzicht samengesteld in 2019 werden in totaal 37 gevallen van dioctophymiasis bij de mens genoemd; in 10 landen met het hoogste aantal (22) in China. Mensen kunnen ook geïnfecteerd raken na het eten van onvoldoende verhitte vis of kikkers. Bij mensen migreren de larven vaak niet goed en worden ze uiteindelijk ingekapseld in knobbeltjes in het onderhuids weefsel en stoppen ze met de verdere ontwikkeling.
Besmettingen met Dioctophyme renale zijn vastgesteld bij nertsen, honden, varkens, beren, ossen en mensen.

## Beschrijving

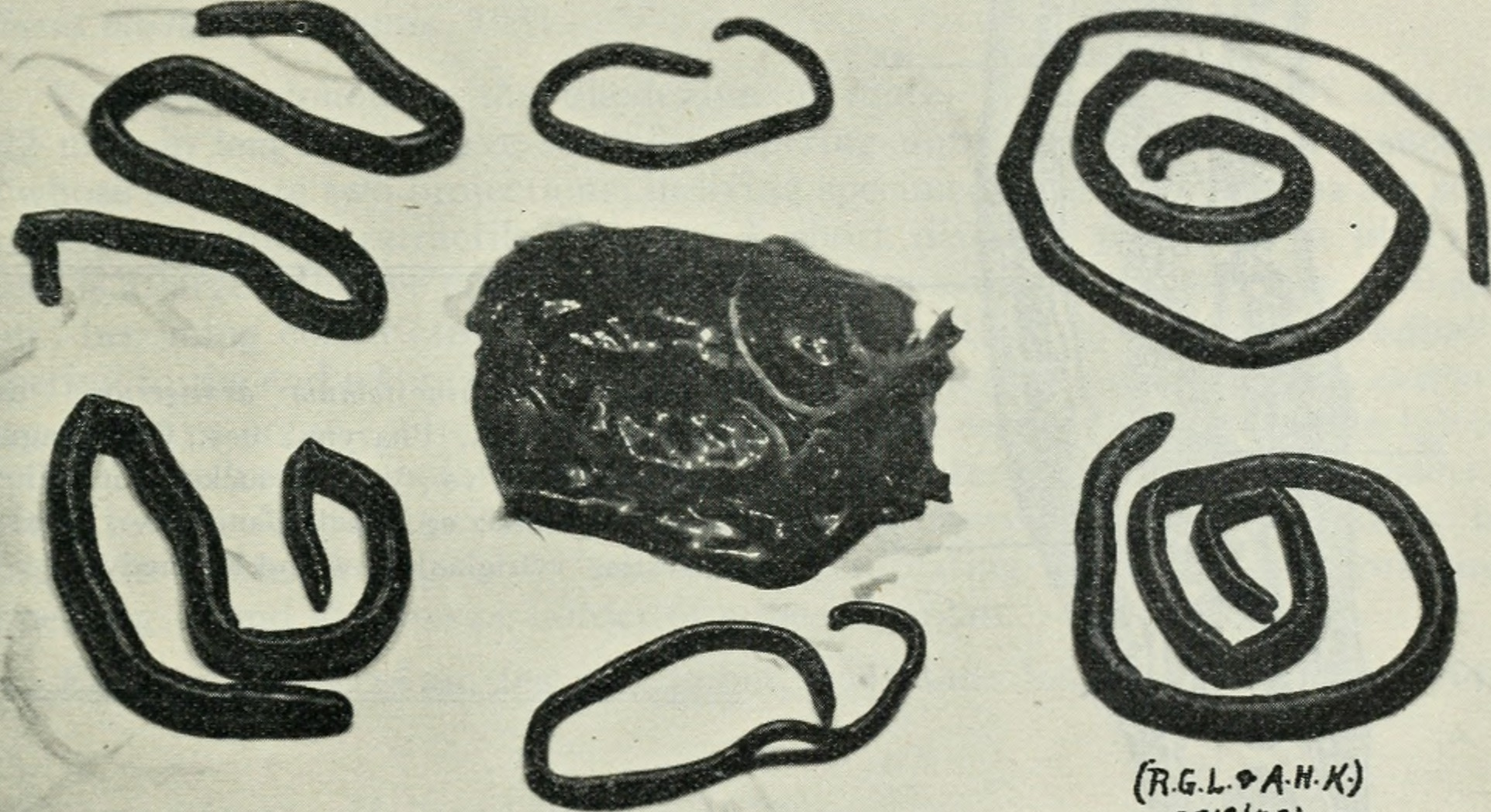
Twee mannetjes, vier vrouwtjes en een aangetaste nier

Dioctophyme renale is de grootste parasitaire rondworm bij mensen. Het volwassen mannetje is 20–40 cm lang en 5–6 mm dik en heeft een 5-6 mm lang spiculum; vrouwtjes kunnen tot 103 cm lang worden en zijn 10–12 mm dik. De rondworm is helderrood gekleurd en zijn aan de uiteinden spitstoelopend. Ze hebben zes mondpapillen. Mannelijke rondwormen hebben een bursa (staartzakje), dat bij de copulatie gebruikt wordt voor het fixeren van het vrouwtje.
De ovale, bruingele eieren zijn 60-80 x 39-47 micrometer met een dikke wand met putjes. Bij de polen ontbreken de putjes.

## Levenscyclus

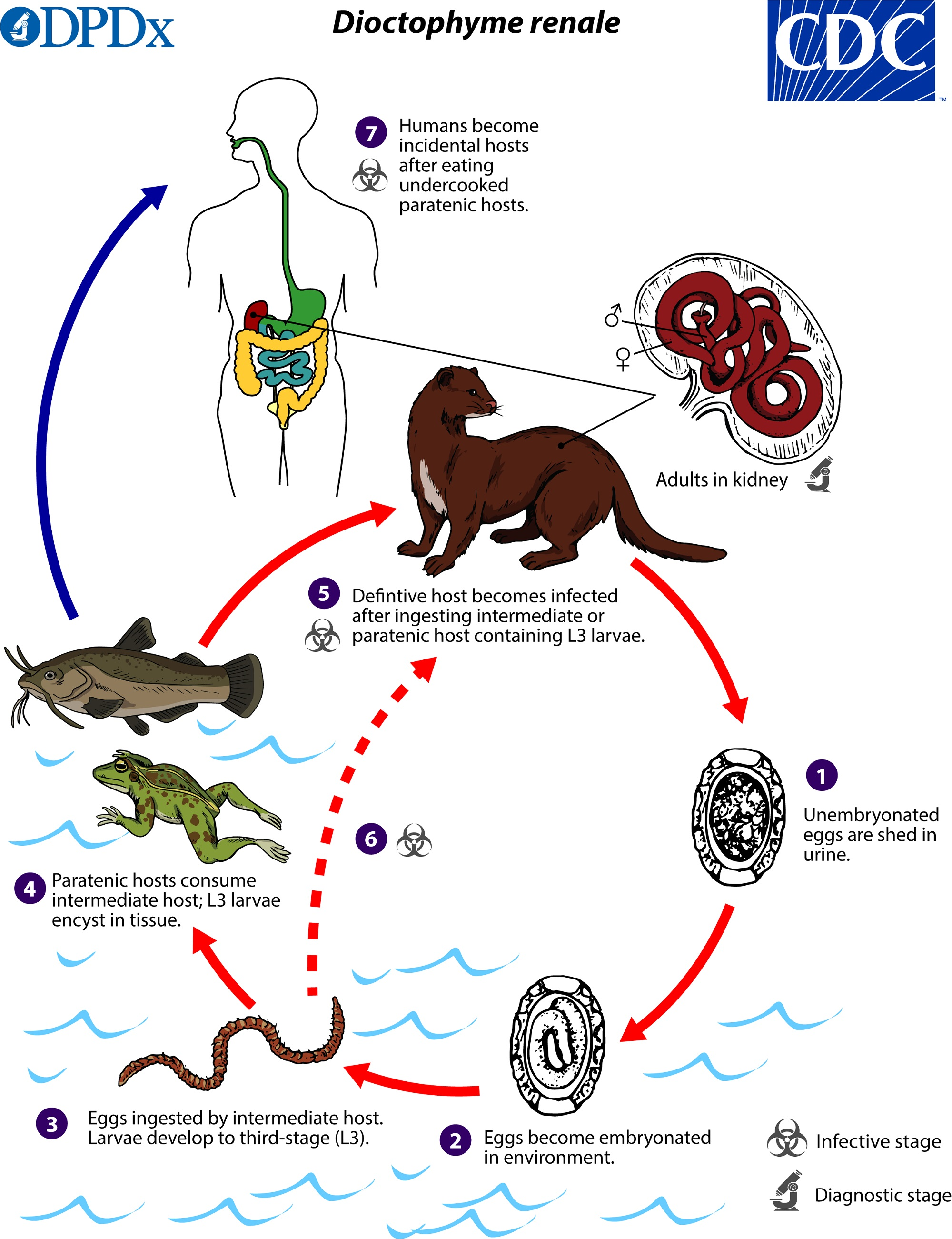
Levenscyclus

De eieren worden met de urine van de definitieve gastheer uitgescheiden in het water(1). In het water ontwikkelen zich in de eieren de L1 -larven in ongeveer 15–100 dagen (2). Nadat deze eieren zijn opgegeten door de ongewervelde tussengastheer (oligochaete wormen), komen de eieren in het spijsverteringskanaal uit en vervellen ze twee keer tot L3-larven. Dit duurt meestal 2-3 maanden bij 20-30 °C (3). Wanneer de tussengastheer wordt opgegeten door een gastheer kruipen de L3-larven in het weefsel van deze gastheer en ontwikkelen ze geen verder ziektebeeld (4). Meestal raakt de definitieve gastheer geïnfecteerd na het eten van een gastheer met ingekapselde L3-larven (5). Het consumeren van geïnfecteerde ongewervelde tussengastheren kan ook een besmetting veroorzaken, maar is waarschijnlijk niet de belangrijkste besmettingsroute (6). Nadat ze door de definitieve gastheer zijn opgegeten, migreren de infectieuze larven door de maagwand naar de lever en na 50 dagen uiteindelijk naar de nier. Na ongeveer zes maanden worden de L3-larven via nog weer twee vervellingen volwassen (5 of 7). De volwassen rondwormen kunnen tot vijf jaar in leven blijven.

## Klinische symptomen bij mensen
Patiënten met een Dioctophyme renale-infectie vertonen meestal niet-specifieke symptomen, waaronder hematurie (bloed in urine), nefritis (nierontsteking), lendenpijn, niervergroting en/of nierkoliek (met tussenpozen optredende pijn in het niergebied), die het gevolg kan zijn van de zeldzame migratie van wormen door de urineleiders. In sommige gevallen treedt na infectie fibrose op, die bij een echografie of CT-scan te zien als nagebootste nierkanker. De fibrose leidt tot afsterving van de nier.
Volwassen wormen infecteren meestal slechts één nier. Omdat meestal maar één nier wordt geïnfecteerd, leidt dit niet tot de dood van de patiënt. Parenchymale ontsteking kan echter onder extreme omstandigheden wel tot de dood leiden.
Bij een infectie kunnen eieren in de urine voorkomen.

## Geschiedenis
Dioctophyme renale werd in 1583 ontdekt. Bijna twee eeuwen later, in 1782, beschreef Johann Goeze voor het eerst de soort toen hij de rondwormen ontdekte in een hondennier. De familie Dioctophymidae bestaat slechts uit één geslacht, Dioctophyme. De geslachtsnaam Dioctophyme was gedurende tweehonderd jaar omstreden vanwege de naam Dioctophyma. Uiteindelijk deed de International Commission on Zoological Nomenclature in 1989 een uitspraak in het voordeel van Dioctophyme.
In 2003 werden Dioctophyme renale eieren gevonden in zes menselijke coprolieten in de neolithische vindplaats Arbon-Bleiche 3, Zwitserland. Deze locatie ligt in de buurt van een meer, waaruit de mensen zoetwatervissen en kikkers vingen. De vondsten zijn gedateerd van 3.384-3.370 BC. en is het bewijs dat in de vroege menselijke geschiedenis de infectiegraad hoger was dan heden ten dage, waarschijnlijk door in die tijd onvoldoende verhitting. In 2019 werden ook eieren gevonden in een goed bewaard gebleven grotendeels vis-etende nederzetting in Engeland rond 900  BC.